# Potsdamer Neueste Nachrichten

Logo bis 28. November 2022

Ehemaliges Logo (August 2009)

Die Potsdamer Neueste Nachrichten (PNN) ist eine der beiden in der Landeshauptstadt Potsdam angesiedelten Tageszeitungen. Sie gehören zur Dieter von Holtzbrinck Medien GmbH und bezieht als Kopfblatt ihre überregionalen Seiten (den „Mantel“) vom Berliner Tagesspiegel, dessen Layout und Internet-Auftritt die PNN ebenfalls nutzen. Das Blatt erreichte eine verkaufte Auflage von 8.276 Exemplaren im Jahr 2015 und liegt damit bei weniger als der Hälfte der Auflage der Märkischen Allgemeinen Zeitung.

## Geschichte
Am 1. Mai 1951 erschien erstmals die Brandenburgischen Neuesten Nachrichten als Regionalzeitung der Blockpartei NDPD für das Land Brandenburg, später für die Bezirke Potsdam, Frankfurt (Oder) und Cottbus.
1990 wurde sie vom Berliner Tagesspiegel übernommen. Seit dem 13. Juli 1991 heißt sie Potsdamer Neueste Nachrichten.
Zu ihr gehörte bis Ende 2019 auch die wöchentlich sonntags erscheinende Potsdam am Sonntag. Als kostenloses Anzeigenblatt wurde sie sonntags an alle Haushalte verteilt. Daneben gibt es diverse Sonderblätter, wie beispielsweise Potsdam Tipps, FiPS.

## Auflage
Die verkaufte Auflage der Potsdamer Neuesten Nachrichten betrug im zweiten Quartal 2015, dem Zeitpunkt der letzten gesonderten Meldung an die IVW, 8.276 Exemplare. Seitdem wird die Auflage nur noch gemeinsam mit dem weitaus größeren Tagesspiegel ausgewiesen.
| 1998 | 1999  | 2000  | 2001  | 2002  | 2003  | 2004  | 2005  | 2006  | 2007  | 2008  | 2009  | 2010  | 2011  | 2012  | 2013 | 2014 | 2015 | 2016 | 2017 | 2018 | 2019 | 2020 | 2021 | 2022 | 2023 | 2024 |
| ---- | ----- | ----- | ----- | ----- | ----- | ----- | ----- | ----- | ----- | ----- | ----- | ----- | ----- | ----- | ---- | ---- | ---- | ---- | ---- | ---- | ---- | ---- | ---- | ---- | ---- | ---- |
| 9815 | 10209 | 10595 | 10667 | 10931 | 10155 | 10164 | 10027 | 10165 | 11593 | 11261 | 11144 | 10576 | 10278 | 10434 | 8434 | 8111 |      |      |      |      |      |      |      |      |      |      |